# Estearato ascorbilo
El Estearato ascorbilo  es un éster formado por el ácido ascórbico (vitamina C) y el ácido esteárico creando una molécula de fórmula C24H42O7. Se suele emplear en la industria alimentaria como antioxidante codificado como E305. Es uno de los antioxidantes liposolubles de la vitamina C.

## Propiedades
Se presenta en forma de sólido blanco o amarillento con olor a limón. Es poco soluble en agua, siendo uno de los antioxidantes liposolubles.

## Usos
Suele emplearse como antioxidante en la elaborción de las margarinas y algunos derivados lácteos. Aceite de mantequilla (manteca), grasa de leche anhidra, “ghee”. De la misma forma en las salsas emulsionadas. Se emplea en productos de dietética, cosmética y de uso tópico.